# (73987) 1998 EA2
(73987) 1998 EA2 – planetoida z pasa głównego asteroid okrążająca Słońce w ciągu 3,57 lat w średniej odległości 2,34 j.a. Odkryta 2 marca 1998 roku.